# Beth Carvalho

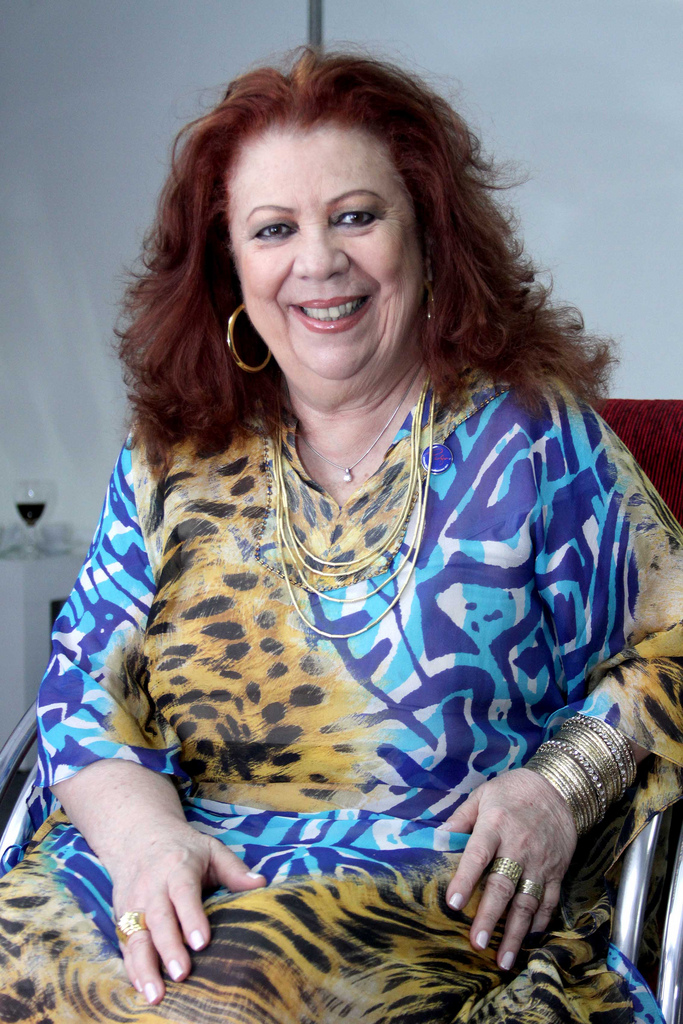
Beth Carvalho (2011)

Elizabeth Santos Leal de Carvalho, besser bekannt als Beth Carvalho (* 5. Mai 1946 in Rio de Janeiro; † 30. April 2019 ebenda), war eine brasilianische Samba-Sängerin und -komponistin.

## Leben
Beth war Tochter von João Francisco Leal de Carvalho und Maria Nair Santos Leal de Carvalho und Schwester von Vânia Santos Leal de Carvalho. In Kontakt mit Musik kam sie, durch die Familie beeinflusst, bereits in ihrer Kindheit. Mit acht Jahren hörte sie die Lieder von Sílvio Caldas, Elizeth Cardoso und Aracy de Almeida, Freunden ihres Vaters, der Rechtsanwalt war. Ihre Großmutter spielte Mandoline und Gitarre, ihre Mutter Klavier. Sie tanzte Ballett und lernte in ihrer Jugend Gitarre in einer Musikschule und wurde Musiklehrerin. Sie lebte in Rio und ihr Vater brachte sie regelmäßig zu den Proben und Konzerten der Sambaschulen. In den 60er Jahren nahm von all diesem und vom Bossa Nova beeinflusst ihre Gesangskarriere Anlauf.
Nach dem Militärputsch bekam ihr Vater 1964 wegen linken Gedankenguts Berufsverbot. Beth gab zur Unterstützung ihrer Familie 40 Schülern Gitarrenunterricht. Beeinflusst durch ihre Eltern war Beth Carvalho eine Künstlerin, die sich für soziale, politische und kulturelle Projekte engagierte.

## Karriere
Beth Carvalho begann ihre Karriere mit Bossa Nova-Liedern. Anfang 1968 war sie Teil der Bewegung Música nossa (unsere Musik), die von dem Journalisten Armando Henrique und Hugo Bellard gegründet worden war. Die Auftritte fanden im Teatro Santa Rosa statt, in Ipanema, wo sie die Gelegenheit hatte, eines ihrer Lieder, O Som e o Tempo, für die LP Música nossa aufzunehmen.
In dieser Zeit machte sie mit dem Sänger Taiguara Aufnahmen bei der Produktionsfirma Emi-Odeon.
1965 nahm sie mit Por quem morreu de amor von Roberto Menescal und Ronaldo Bôscoli ihre erste Single auf. 1966 hatte sie bereits angefangen, Samba zu singen, und nahm an der Show A Hora e a Vez do Samba teil, an der Seite von Nelson Sargento und Noca da Portela.
Sie trat bei fast allen bedeutenden Festivals auf und erreichte 1968 den dritten Platz mit Andança von Edmundo Souto, Paulinho Tapajós und Danilo Caymmi, wonach sie im ganzen Land bekannt war. Andança war auch der Titel ihrer ersten LP im folgenden Jahr.
Ab 1973 gab sie jährlich eine Platte heraus und hatte regelmäßig Erfolg mit Titeln wie 1.800 Colinas, Saco de Feijão, Olho por Olho, Coisinha do Pai, Firme e Forte und Vou Festejar.
Beth Carvalho war bekannt dafür, Sambamusiker zu entdecken oder wiederzuentdecken. 1972 engagierte sie Nelson Cavaquinho für die Aufnahme von Folhas Secas und 1975 Cartola für As Rosas Não Falam.
Sie entdeckte Fundo de Quintal, Zeca Pagodinho, Almir Guineto, Sombra, Sombrinha, Arlindo Cruz, Luis Carlos da Vila, Jorge Aragão und viele andere und erwarb sich damit den Ruf als „Madrinha do Samba“ (Mutter des Samba). Außerdem führte sie neue Instrumente beim Sambastil Pagode ein, wie das Banjo mit Cavaquinho-Stimmung, das Tan-Tan oder das Repique.
1979 heiratete sie den Fußballspieler Édson Cegonha, der an der Weltmeisterschaft 1966 teilgenommen hatte. 1981 bekam sie eine Tochter, Luana Carvalho, die heute Schauspielerin und Sängerin ist.
Beth Carvalho trat in aller Welt auf: in Angola, Athen, Berlin, Boston, Buenos Aires, Espinho, Frankfurt, München, Johannesburg, Lissabon, Lobito, Luanda, Madrid, Miami, Montevideo, mehrfach beim Festival in Montreux, in Nizza, New Jersey, in der Carnegie Hall in New York, in Newark, Paris, Punta del Este, San Francisco, Soweto, Varadero, Zürich, Mailand, Padua, Toulouse und Wien.
Beth Carvalho gewann 6 Mal den Prêmio Sharp, erhielt 17 Goldene Schallplatten, 9 Platin-Schallplatten und eine Platin-DVD.
1984 gewann sie zur Einweihung des Sambódromo mit der Sambaschule Unidos do Cabuçu den Preis für die beste Spezialgruppe. 1985 trat sie mit der Sambaschule Bohêmios de Inhaúma auf.

## Diskografie
- 1969: Andança (Odeon)
- 1973: Canto Por Um Novo Dia (Tapecar)
- 1974: Pra Seu Governo (Tapecar)
- 1975: Pandeiro e Viola (Tapecar)
- 1976: Mundo Melhor (RCA)
- 1977: Nos Botequins da Vida (RCA)
- 1978: De Pé No Chão (RCA)
- 1979: Beth Carvalho no Pagode (RCA)
- 1980: Sentimento Brasileiro (RCA)
- 1981: Na fonte (RCA)
- 1982: Traço de União (RCA)
- 1982: Traço de União (RCA)
- 1983: Suor no Rosto (RCA)
- 1984: Coração Feliz (RCA)
- 1985: Das Bençãos Que Virão Com os Novos Amanhãs (RCA)
- 1986: Beth (RCA)
- 1987: Beth Carvalho Ao Vivo (Montreux) (RCA)
- 1988: Alma do Brasil (Polygram)
- 1989: Saudades da Guanabara (Polygram)
- 1991: Intérprete (Polygram)
- 1991: Ao Vivo no Olympia (Som Livre)
- 1992: Pérolas – 25 Anos de Samba (Som Livre)
- 1993: Beth Carvalho Canta o Samba de São Paulo (Velas)
- 1996: Brasileira da Gema (Polygram)
- 1998: Pérolas do Pagode (Globo / Polydor)
- 1999: Pagode de Mesa Ao Vivo (Universal Music)
- 2000: Pagode de Mesa Ao Vivo 2 (Universal Music)
- 2001: Nome Sagrado – Beth Carvalho Canta Nelson Cavaquinho (Jam Music)
- 2003: Beth Carvalho Canta Cartola (BMG)
- 2004: Beth Carvalho – A Madrinha do Samba – Ao Vivo (CD) (Indie, BR: Gold)[2]
- 2004: Beth Carvalho – A Madrinha do Samba – Ao Vivo (DVD) (Indie, BR: Platin)
- 2006: Beth Carvalho – 40 anos de Carreira – Ao Vivo no Theatro Municipal (DVD und 2 CDs, Andança/Sony BMG)
- 2008: Beth Carvalho Canta o Samba da Bahia (CD/DVD) (Andança/EMI)